# Kuala Belait

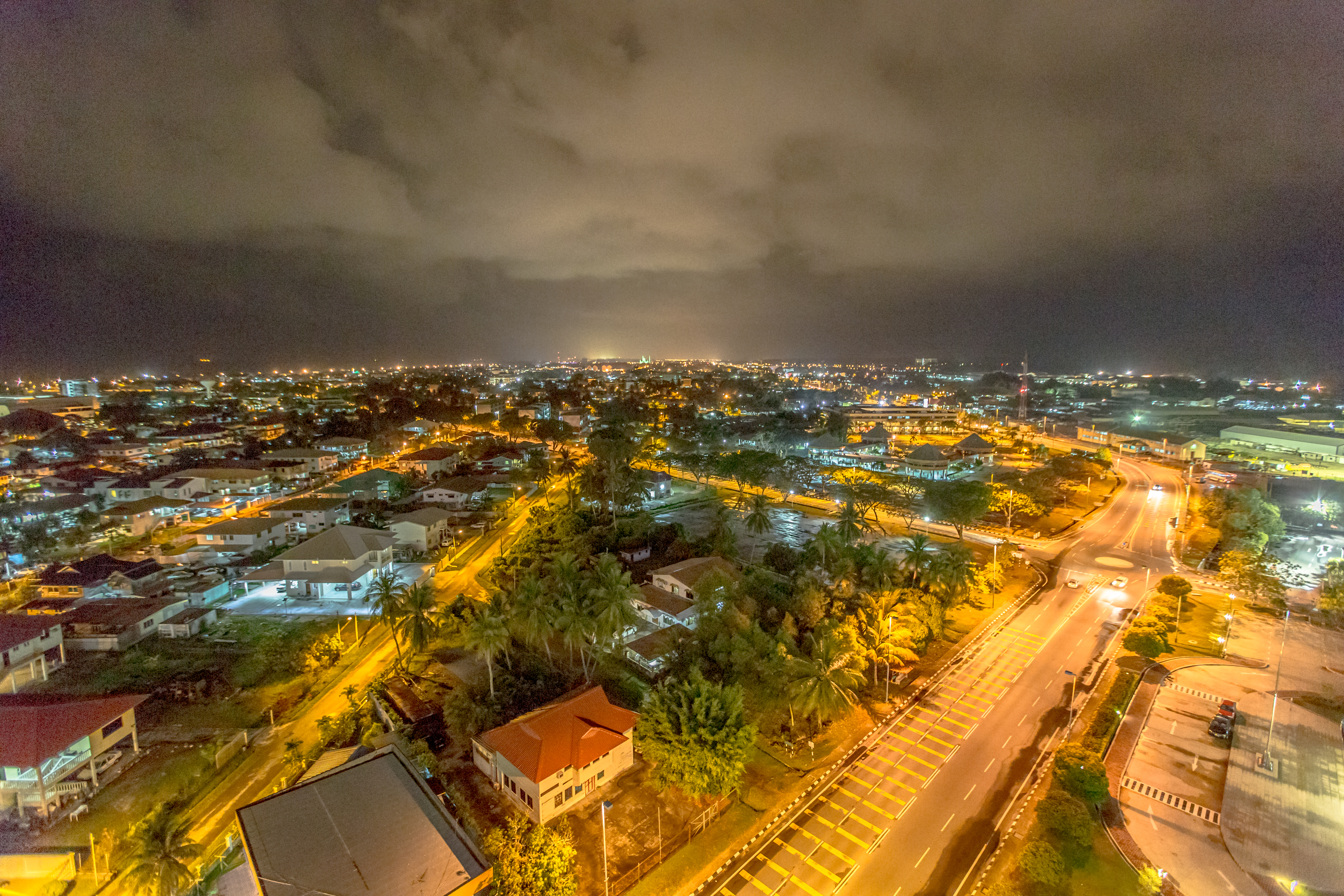
Kuala Belait

Kuala Belait é uma mukim da daerah de Belait do Brunei. A sua capital é a cidade de mesmo nome.